# Maurice de La Pintière
Maurice Thomas de La Pintière, né le 6 juillet 1920 à Vouvant, en Vendée, et mort le 15 novembre 2006, est un illustrateur français qui fut déporté au cours de la Seconde Guerre mondiale à 22 ans, alors qu'il tentait de franchir la frontière espagnole pour rallier la France libre.

## Biographie

### Famille
Maurice Thomas de La Pintière naît le 6 juillet 1920 à Vouvant, en Vendée, dans une ancienne famille bretonne, entre noblesse et bourgeoisie, issue de Michel Thomas (né v. 1605), sieur de La Monnerais en Saint-Hilaire-des-Landes (Ille-et-Vilaine).
Joseph Marie Thomas 1735-1828) est notaire royal et procureur. Il épouse, le 27 août 1828, Françoise Tréhu de La Pintière (1739-1828), en Saint-Germain-en-Coglès, dont ses descendants ont conservé le nom.
Paul Thomas de La Pintière (1850-1920), ESM de Saint-Cyr, est officier de chasseurs à pied, colonel, officier de la Légion d'honneur, époux de la fille d'Alfred Giraud. Leur fils, Henry Thomas de La Pintière, docteur en médecine, maire de Vouvant, est le père de Maurice Thomas de La Pintière.

### Formation
Il apprend à dessiner dans son enfance, et aime faire la caricature de ses professeurs. Il pratique en particulier l'art de l'aquarelle. Il fait ses études d’abord à Fontenay-le-Comte puis à La Roche-sur-Yon. Son père médecin voudrait le voir préparer HEC, mais il passe en 1940 le concours d’entrée à l'École nationale des beaux-arts, à Paris, qu'il réussit et où il étudiera différents styles : le dessin académique, l’anatomie, l'art animalier (grâce à des visites dans les zoos), les croquis.

### Déportation
Pendant la guerre, il réalisera une série de dessins et de caricatures « corrosives » sur les occupants allemands et des gouaches. En 1943, il entre en Résistance, et il est chargé de distribuer des tracts d'un groupe de l’école des beaux-arts. Il tente, avec Robert de Lépinay et Xavier Leschallier de Lisle, de passer en Espagne afin de rallier les Forces françaises libres, mais le 23 juin 1943 leur groupe est arrêté à Barcus, à 30 kilomètres de la frontière espagnole, par « des Français en uniformes allemands, de la Légion des Volontaires Français, commandés par un Allemand ». Il est emprisonné à Oloron-Sainte-Marie où il est interrogé par la Gestapo locale, puis transféré à Bordeaux et interné à Compiègne, au Camp de Royallieu. Il est déporté au KL Buchenwald avec le matricule 31115 le 28 octobre, et transféré au Camp de concentration de Dora le 21 novembre. En août 1944, à la demande d'un kapo, il décore de peintures une baraque du camp de Dora. Il réalise aussi des croquis qui lui serviront plus tard pour des lavis sur le camp de Dora. Il est transféré de Dora à Bergen-Belsen jusqu'au 15 avril 1945.

### Retour au pays natal
Il réalise après sa libération une série de 35 lavis effectués de mémoire à partir de croquis effectués dans le camp de Dora : « Dora, la mangeuse d'hommes ».
En 1946, quoique affaibli par la tuberculose, il entame une vie professionnelle comme dessinateur de journaux pour enfants (La Semaine de Suzette, Cœurs Vaillants, Lisette, Bernadette, Pierrot, Hurrah, l'Intrépide, Fripounet) et illustrateur (Croc-Blanc en 1957).
Après son mariage avec Christiane Bertaud du Chazaud en 1950 dont il aura deux garçons, il se voit contraint de changer d'activité par la maladie, en 1957, et se met à réaliser des panneaux décoratifs puis des cartons de tapisserie sur des thèmes symboliques puis évangéliques. 15 de ses tapisseries sont sur le thème de l'Apocalypse.
Il illustre en 1962 la chanson La Complainte des Lucs ainsi que le Noël de Chouans (1952) dans le Journal Bernadette, et un livre sur la Vendée, son pays natal. Il obtient le prix Milcendeau, du nom d'un artiste peintre originaire de Vendée, Charles Milcendeau.
Il meurt à l'âge de 86 ans le 15 novembre 2006. L' album est en possession de son fils aîné. Une photo de l'album original est mise en ligne avec celui-ci et transmise dans différents musées.

## Expositions
- Exposition Enfants cachés et déportation Paris
- Résistance et déportation en Vendée 1940 - 1945 Photos, documents, journaux, La Roche-sur-Yon, 2006.
- The Norbert Wollheim Memorial
- Dans le cadre du concours national de la Résistance et de la Déportation 2001-2002, le CRRL présente une vingtaine d’œuvres de Maurice De La Pintière évoquant sa déportation à Dora
- Exposition au Prieuré de Grammont, 1990
- Site de Studhof
- 1914-1918, 1939-1945, Artistes en guerre, Historial de la Vendée, 11 novembre 2015 - 13 mars 2016.

## Œuvres
- Le combat de coqs (1960)
- Le combat de cerfs  (1962)
- L’apocalypse (1972)
- Le triomphe de l’agneau (1982)
- Le grand manège ()
- Le mandala (1984)

## Ouvrages
- Cellule 114 Charles Spitz, Auteur secondaire couv. et ill. de Maurice de La Pintière
- Raconte-moi... La Déportation dans les camps nazis de Agnès Triebel, Maurice de La Pintière, et Marie-José Chombart de Lauwe (Album - 17 mai 2005)
- Un chemin de déporté. Des ténèbres à la Lumière, La Roche-sur-Yon,Centre vendéen de recherches historiques, 2005, 176 p.
- Dora la mangeuse d'hommes, Presse d'aujourd'hui, Paris, 1993.

## Récompense
Maurice de La Pintière a obtenu le Prix Charles Milcendeau.